# Ordem da Armada
A Ordem da Armada (OA) é o boletim oficial da Marinha Portuguesa. É um jornal semanal, onde são publicadas matérias, não classificadas, de relevância para a Marinha.
Além das matérias que o Chefe do Estado-Maior da Armada expressamente determine, são publicadas em OA:
1. Transcrições do Diário da República das matérias de interesse geral para a Marinha;
2. Atos praticados por entidades hierarquicamente superiores ao Chefe do Estado-Maior da Armada (CEMA), revestindo interesse geral para a Marinha;
3. Portarias, diretivas e despachos do CEMA;
4. Diretivas, normas, instruções e avisos de interesse geral para a Marinha;
5. Constituição e dissolução de forças navais;
6. Aumento e abate ao efetivo de unidades navais e unidades auxiliares de Marinha;
7. Organização de unidades de desembarque e unidades de fuzileiros;
8. Constituição e dissolução de comissões, conselhos, juntas e júris de interesse geral para a Marinha;
9. Louvores concedidos ou avocados pelo CEMA e eventuais condecorações correspondentes, assim como louvores com condecorações concedidas por outras entidades a militares, militarizados e civis da Marinha;
10. Prémios concedidos no âmbito geral da Marinha cujo regulamento estabeleça a publicação em Ordem da Armada;
11. Nomeações e exonerações de oficiais generais ou quando feitas por portaria do CEMA;
12. Mudanças de situação de oficiais generais;
13. Promoções e graduações de oficiais;
14. Ingressos na categoria de oficial;
15. Mudanças de estado e de situação de armamento das unidades navais e respetivas lotações.